# Charles Samoy
Charles Samoy dit Charly Samoy est un footballeur et entraîneur français né le 30 avril 1939 à Escaudain.

## Biographie
Charles Samoy a débuté comme Gardien de but à l'AC Denain avant de jouer au CO Roubaix-Tourcoing puis au Havre AC. Il évolue ensuite onze saisons au LOSC.
International amateur, il participe aux Jeux olympiques de 1960 en Italie où il joue deux matchs. 
Plus tard, il a fait une carrière de directeur sportif et d'entraîneur à Lille. 
Il est le père du chanteur Chet.

## Palmarès
- International amateur, Olympique et B
- Participation aux Jeux olympiques à Rome en 1960